# DJ YUTO
DJ YUTO（ディージェイ ユウト）は、日本のDJ、ターンテーブリスト及び音楽プロデューサー、作曲家、編曲家、トラックメイカーである。音楽プロデューサーとしてのアーティスト名はYUTO（ユウト）青森県三沢市出身。慶應義塾大学在学。WORLD DJ ACADEMY一期生。

## 来歴
14歳（中学2年生）の頃、バトルDJであった兄よりターンテーブルをもらい、中学3年生の時に「TEENS DJ CHAMPIONSHIP｣に出場。この大会以後、全くターンテーブルに触らず、DJ活動を休止。
2015年、大学入学を機に、本格的に活動を始める。DJ KENTAROが講師を務める「WOLRD DJ ACADEMY」にて、指導を受ける。その年、「DMC」日本大会に出場、準優勝を果たす。
2016年、審査員全員が1位をつけ国内大会を突破。その年の「DMC World Final」に初出場、優勝を果たす。

## 人物
- ベース・ミュージックを得意とし、Traktor Kontrol Z2（Native Instruments）を駆使したプレイスタイルが特徴。Rane社がメインスポンサーを務めるDMC世界大会で、NI社の機材で優勝したのはDJ YUTOが初めてである。
- 日本人のDMC世界大会優勝者としては、DJ KENTARO、DJ IZOHに次ぐ3人目の快挙。

## 受賞歴
- 2016年 DMC JAPAN FINAL CHAMPION
- 2016年 DMC WORLD FINAL CHAMPION
- 2018年 Goldie Awards DJ Battle CHAMPION
- 2019年 Redbull 3style Japan CHAMPION